# Pożar w klubie nocnym w Koczani
Pożar w klubie nocnym w Koczani – pożar dyskoteki, który miał miejsce 16 marca 2025 roku w klubie nocnym Pulse w Koczani w Macedonii Północnej. W wyniku pożaru zginęły 62 osoby, a 193 zostały ranne.
To najtragiczniejszy pożar w historii Macedonii Północnej i najtragiczniejsza katastrofa do której doszło w Macedonii Północnej, od czasu katastrofy lotu Avioimpex 110 w 1993 roku, a w której zginęło 116 osób.

## Pożar
Pożar wystąpił w budynku dyskoteki o 2:35 podczas koncertu macedońskiej grupy DNK (pol. znaczenie DNA), w której uczestniczyło około 500 osób. Pirotechnika użyta podczas występu zapaliła sztuczne poszycie sufitu lokalu, co doprowadziło do szybko rozprzestrzeniającego się pożaru.
Podczas ewakuacji wybuchła panika, w wyniku której wiele osób zostało rannych, od stratowania.

## Ofiary
W pożarze, śmierć poniosły 62 osoby, a wśród nich: policjant, który sprawdzał, czy uczestnicy dyskoteki posiadają nielegalne substancje oraz piłkarz KF Shkupi Andrej Łazarow.
Potwierdzono śmierć członków zespołu DNK: wokalisty Andreja Gjorgieskiego, fotografa Aleksandara Jefremowa, wokalistki wspierającej Sary Projkowskiej, perkusisty Gjorgjia Gjorgiewa i klawiszowca Filipa Stewanowskiego. Dwóch innych członków grupy początkowo przeżyło pożar, ale zmarło tego samego popołudnia na skutek odniesionych obrażeń. Inny wokalista duetu DNK, Władimir „Panczo” Błażew, doznał oparzeń twarzy i rąk i przeszedł tlenoterapię, jest jedyną osobą z zespołu, która przeżyła pożar.

## Dochodzenie
Minister spraw wewnętrznych Pancze Toszkowski poinformował, że nakaz zatrzymania wydano wobec 20 osób, m.in. właściciela dyskoteki, byłej sekretarz stanu w ministerstwie gospodarski, byłego ministra gospodarki.
Śledczy odkryli, że klub nocny działał na podstawie sfałszowanej licencji, uzyskanej przez korupcję.

## Pomoc międzynarodowa

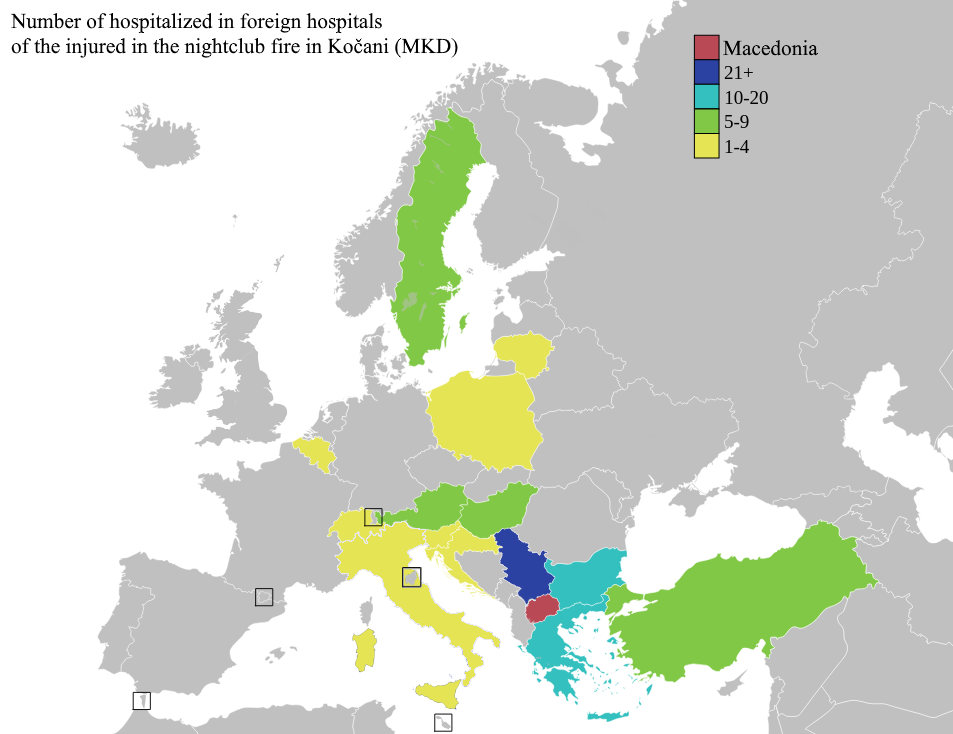
Liczba hospitalizowanych za granicą po pożarze

Wiele europejskich państw przyjęło osoby ranne w celu leczenia. Polska na leczenie przyjęła dwie osoby ranne. Pacjenci zostali przetransportowani do Wschodniego Centrum Leczenia Oparzeń i Chirurgii Rekonstrukcyjnej w Łęcznej przez Lotnicze Pogotowie Ratunkowe.

## Reakcje
Wielu europejskich polityków złożyło kondolencje, wśród nich Prezes Rady Ministrów Donald Tusk. Papież Franciszek również złożył kondolencje.
Żałobę narodową ogłosiły:
- Macedonia Północna – siedmiodniowa (17–23 marca)[14]
- Czarnogóra – 17 marca[15]
- Bułgaria – 18 marca[16]
- Serbia – 18 marca[17]
- Bośnia i Hercegowina – 18 marca[18]